# Keta (distrikt)
Keta är ett distrikt i Ghana.   Det ligger i regionen Voltaregionen, i den sydöstra delen av landet, 120 km öster om huvudstaden Accra. Antalet invånare är 22 739.